# Paradiset, Partille
Paradiset är ett villaområde i Partille. Området, även känt som Partille Villastad, utvecklades från 1900 genom tomtförsäljning då flera stora villor kom att uppföras. Området ligger upp mot Ulvåsberget och Kyrkåsberget i anslutning till Partille station. Bland de hus som uppfördes hör Villa Porthälla.
På 1950-talet uppfördes moderna enplansvillor efter ritningar av arkitekt Bo Cederlöf i området.